# Pyramica dietrichi
Pyramica dietrichi är en myrart som först beskrevs av Smith 1931.  Pyramica dietrichi ingår i släktet Pyramica och familjen myror. Inga underarter finns listade i Catalogue of Life.

## Bildgalleri